# Бирюков, Алекс
Алекс Бирюков (англ. Alex Biryukov) — криптограф, в настоящее время профессор университета Люксембурга.

## Краткая биография
- Защитил в 1994 году степень магистра по теме «Криптоанализ и усовершенствования стандарта шифрования данных» в Технионе (Хайфа, Израиль) под руководством профессора Эли Бихама.
- Получил докторскую степень в 1999 году по теме «Методы криптоанализа» в Технионе (Хайфа, Израиль) под руководством профессора Shimon Even и профессора Eyal Kushilevitz.
- Является членом Международной ассоциации криптологических исследований (IACR) с 1994 года.
- Был ранее аспирантом на факультете компьютерных наук Научного Института Вейцмана (Реховот, Израиль), работая с профессором Ади Шамиром.
- Принимает активное участие в криптографических исследованиях, часто читает лекции на международных конференциях и семинарах, консультирует в прикладной криптографии.
- Работал в качестве члена программного комитета конференций EUROCRYPT[англ.], CRYPTO[англ.], Fast Software Encryption последних лет.

## Научные достижения
К значимым достижениям относится разработка поточного шифра LEX, а также криптоанализ многочисленных криптографических примитивов.
В 1998 году разработал невозможный дифференциальный криптоанализ (форма дифференциального криптоанализа применительно к блочным шифрам) вместе с Эли Бихамом (Eli Biham) и Ади Шамиром (Adi Shamir).
В 1999 году, вместе с Дэвидом Вагнером, разработал слайд атаку.
В 2009 году разработал, совместно с Дмитрием Ховратовичем, первую криптоаналитическую атаку со связанными ключами (related-key) на полнораундовые AES-192 и AES-256, которая работают быстрее, чем полный перебор.
В 2015 году — Argon2 — функция формирования ключа, разработанная вместе с Даниэлем Дину (англ. Daniel Dinu) и Дмитрием Ховратовичем (англ. Dmitry Khovratovich).
В 2017 году разработал, совместно с Дмитрием Ховратовичем, новый алгоритм майнинга криптовалюты Equihash, устойчивый к использованию ASIC-майнеров.

## Преподавательская деятельность
Читал лекции «Методы Криптоанализа» и «Продвинутые Методы Симметричной Криптографии»(«Advanced Symmetric Crypto»).
Преподавал курс «Методы криптоанализа» весной 2000 года один семестр в Вейцмановском институте.

## Публикации
Является соавтором Энциклопедии по криптографии и безопасности.
Статьи на тему «Анализ и проектирование потоковых и блочных шифров»(«Analysis and Design of Stream and Block Ciphers»)
- Часть 1 DESX, атака на основе шифротекста, Codebook атака, атака по словарю, атака на основе открытых текстов и соответствующих шифротекстов, атака на основе подобранного открытого текста, атака на основе подобранного шифротекста, атака на основе адаптивно подобранного открытого текста, дифференциально-линейная атака, атака на основе бумеранга (PDF)
- Часть 2 Слайд атака, Multiset атака, атака «встреча посередине», атака «потеря посередине», impossible differential cryptanalysis, атака на основе связанных ключей, IDEA (международный алгоритм шифрования данных), Skipjack, структурный криптоанализ, шифр Фейстеля, подстановочно-перестановочная сеть (SPN), составной шифр, Superencryption (PDF)
- Часть 3 Слабые ключи, асинхронная атака, Truncated differentials, IPES , Multiple Encryption (PDF)
- Часть 4 DES (PDF), Линейный криптоанализ (PDF) (вместе с Кристофом Де Canniere)

### Журнальные статьи
- Structural Cryptanalysis of SASAS / Biryukov, Alex ; Shamir, Adi (2010) [UL-ARTICLE-2011-087]
- Design of a New Stream Cipher — LEX / Biryukov, Alex (2008) [UL-ARTICLE-2009-248]
- Two New Techniques of Side-Channel Cryptanalysis / Biryukov, Alex ; Khovratovich, Dmitry (2007) [UL-ARTICLE-2007-003]
- Towards equal access to digital coins / Biryukov, Alex ; Khovratovich, Dmitry (2017)  Архивная копия от 2 июля 2017 на Wayback Machine

### Статьи, используемые в конференциях
- Collision Attacks on AES-Based MAC: Alpha-MAC / Biryukov, Alex ; Bogdanov, Andrey ; Khovratovich, Dmitry ; Kasper, Timo (2007) [UL-CONFERENCE-2011-179]
- Key Recovery Attacks of Practical Complexity on AES-256 Variants with up to 10 Rounds / Biryukov, Alex ; Dunkelman, Orr ; Keller, Nathan ; Khovratovich, Dmitry; et al (2010) [UL-CONFERENCE-2011-147].
- Multiset Collision Attacks on Reduced-Round SNOW 3G and SNOW 3G (+) / Biryukov, Alex ; Priemuth-Schmid, Deike ; Zhang, Bin (2010) [UL-CONFERENCE-2011-106]
- Automatic Search for Related-Key Differential Characteristics in Byte-Oriented Block Ciphers: Application to AES, Camellia, Khazad and Others / Biryukov, Alex ; Nikolic, Ivica (2010) [UL-CONFERENCE-2011-102]
- Analysis of SNOW 3G⊕ Resynchronization Mechanism / Biryukov, Alex ; Priemuth-Schmid, Deike ; Zhang, Bin (2010) [UL-CONFERENCE-2011-016]
- Криптоанализ на основе связанных ключей на полнораундовый AES-192 AES-256 (Related-Key Cryptanalysis of the Full AES-192 and AES-256 / Biryukov, Alex ; Khovratovich, Dmitry (2009) [UL-CONFERENCE-2010-154].
- Distinguisher and Related-Key Attack on the Full AES-256 / Biryukov, Alex ; Khovratovich, Dmitry ; Nikolic, Ivica (2009) [UL-CONFERENCE-2010-070]
- Speeding up Collision Search for Byte-Oriented Hash Functions / Khovratovich, Dmitry ; Biryukov, Alex ; Nikolic, Ivica (2009) [UL-CONFERENCE-2010-069]
- Cryptanalysis of the LAKE Hash Family / Biryukov, Alex ; Gauravaram, Praveen ; Guo, Jian ; Khovratovich, Dmitry; et al (2009) [UL-CONFERENCE-2010-067]
- Slid Pairs in Salsa20 and Trivium / Priemuth-Schmid, Deike ; Biryukov, Alex (2008) [UL-CONFERENCE-2009-268]
- Collisions for Step-Reduced SHA-256 / Nikolic, Ivica ; Biryukov, Alex (2008) [UL-CONFERENCE-2009-262]
- Biham E., Biryukov A., Shamir A. Cryptanalysis of Skipjack Reduced to 31 Rounds Using Impossible Differentials (англ.) // Advances in Cryptology — EUROCRYPT ’99: International Conference on the Theory and Application of Cryptographic Techniques Prague, Czech Republic, May 2–6, 1999 Proceedings / J. Stern — Berlin, Heidelberg: Springer Science+Business Media, 1999. — P. 12—23. — ISBN 978-3-540-65889-4 — doi:10.1007/3-540-48910-X_2
- Biham E., Biryukov A., Shamir A. Miss in the Middle Attacks on IDEA and Khufu (англ.) // Fast Software Encryption: 6th International Workshop, FSE’99 Rome, Italy, March 24–26, 1999 Proceedings / L. R. Knudsen — Berlin, Heidelberg, New York City, London: Springer Berlin Heidelberg, 1999. — P. 124—138. — (Lecture Notes in Computer Science; Vol. 1636) — ISBN 978-3-540-66226-6 — ISSN 0302-9743; 1611-3349 — doi:10.1007/3-540-48519-8_10

### Тезисы конференций (как редактор)
- Selected Areas in Cryptography (англ.): 17th International Workshop, SAC 2010, Waterloo, Ontario, Canada, August 12-13, 2010, Revised Selected Papers // Advances in Cryptology — CRYPTO’ 99: 19th Annual International Cryptology Conference Santa Barbara, California, USA, August 15–19, 1999 Proceedings / A. Biryukov, G. Gong, D. Stinson — Berlin, Heidelberg, New York City, London: Springer Science+Business Media, 2011. — 411 p. — (Lecture Notes in Computer Science; Vol. 6544) — ISBN 978-3-642-19573-0 — ISSN 0302-9743; 1611-3349 — doi:10.1007/978-3-642-19574-7
- Fast Software Encryption (англ.): 14th International Workshop, FSE 2007, Luxembourg, Luxembourg, March 26-28, 2007, Revised Selected Papers // Advances in Cryptology — CRYPTO’ 99: 19th Annual International Cryptology Conference Santa Barbara, California, USA, August 15–19, 1999 Proceedings / A. Biryukov — Berlin, Heidelberg, New York City, London: Springer Science+Business Media, 2007. — 470 p. — (Lecture Notes in Computer Science; Vol. 4593) — ISBN 978-3-540-74617-1 — ISSN 0302-9743; 1611-3349 — doi:10.1007/978-3-540-74619-5